# 施耐の戦い (1283年)
施耐の戦い（ティナイのたたかい、ベトナム語：Trận Thị Nại 1283 / 陣施耐1283）は、1283年旧暦正月15日に行われたチャンパ王国軍とモンゴル帝国（大元ウルス）軍との戦いである。海路より直接「占城港（現在のクイニョン港：Quy Nhơn/歸仁を指す）」に攻め入ったモンゴル軍は約2カ月にわたる交渉が失敗に終わった後、クイニョンにおけるチャンパ軍の軍事拠点である「木城」を巡る戦闘で勝利することで「占城港（クイニョン港）」・「大州（チャンパの国都のヴィジャヤを指す）」を占領することに成功した。
戦場となった地は後にチャンパを滅ぼしたベトナム人によって「施耐海汛」と呼ばれており、現代のベトナムではこの戦闘を「施耐の戦い（Trận Thị Nại/陣施耐）」と呼称している。「施耐海汛」はクイニョンを占領する上で重要な地点として古くから認識されており、1801年に阮福映がクイニョンで西山朝の軍勢を破った戦いも「施耐の戦い (1801年)」として知られる。

## 背景
1270年代に南宋国を平定したモンゴル帝国（大元ウルス）は南海諸国への進出を始めたが、その中でも中国大陸と東南アジアを結ぶ海上交易路の要衝たるチャンパはとりわけ重視されていた。至元15年（1278年）8月30日（辛巳）には泉州行省のソゲドゥ・蒲寿庚らによって南海諸国に招諭の使者が派遣され、これを受けて至元16年（1279年）6月28日（甲辰）には占城国（チャンパ王国）・馬八児国（パーンディヤ朝）から使者が到着し臣属を表明した。『元史』世祖本紀や占城伝によると至元18年10月にチャンパ王のインドラヴァルマン5世を「占城郡王」に封じるとともに新たに「占城行省」を設立し、これにあわせてソゲドゥ・劉深・イグミシュらがそれぞれ占城行省の右丞・左丞・参知政事に任命され、明年正月を期して「海外諸番を征すること」が命じられた。
しかしこのようなモンゴル側の一方的な要求にチャンパ側では反発が生じ、「占城は既に服属していたが叛した」ことにより至元17年（1280年）初頭に予定されていた「海外諸番の征服」は延期された。そして至元19年（1282年）6月10日、クビライは「占城国主は使を遣わして来朝し臣と称して内属しているが、その子のプティ（補的、恐らくインドラヴァルマン5世の王子ハリジット＝後のジャヤ・シンハヴァルマン3世を指す）が服従せず、暹（シャム）国に派遣した万戸の何子志・千戸の皇甫傑らや馬八児（マーバル）国に派遣した宣慰使尤永賢・亜闌らが占城に寄航した時に拘留した」ことを理由にチャンパ＝占城への出兵を宣言した。
『元史』世祖本紀によるとこの遠征のために淮・浙・福建・湖広各行省から徴発された軍兵5,000・海船（大海の航行に適するより大きな船）100艘・戦船（比較的小型で行動の敏捷な戦闘用）250艘が準備されてソゲドゥが司令官に任じられ、また11月には「天下の重囚」を軍兵にあてることが決められた。また、『安南志略』巻4至元壬午、『大越史記全書』紹宝4年8月などが伝える所によると、クビライは同年8月に占城出兵に際して安南に兵糧を供給することと、進軍のために国内を通過することを要求したが、安南側はこれを拒否したという。この記述から、モンゴル側は本来海陸双方から占城に侵攻する予定であったとみられるが、安南の反抗によって海路からのみ攻めざるをえず、これがモンゴル軍の苦戦につながることとなった。

## 戦闘

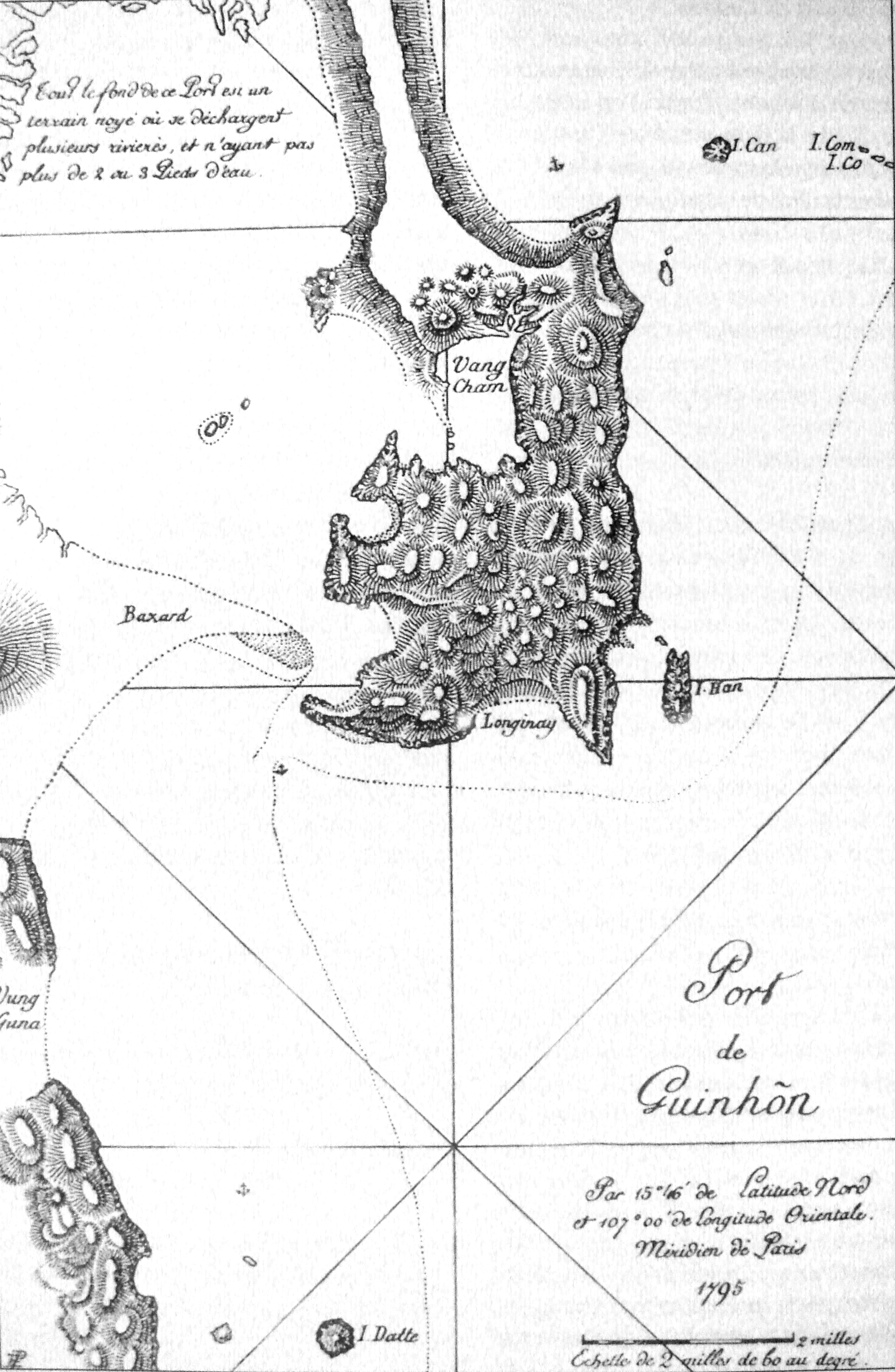
1795年に描かれたクイニョン港。「北に向かって海が湾入しており、東南は山（半島）で遮られる」という『元史』占城伝の記事とよく合致する。

『元史』占城伝によると、広州港より出発したモンゴル軍は至元19年11月に「占城港（クイニョン港）」に至った。｢占城港」は北に向かって海が湾入しており、周辺に5つの小港があって「大州」に至り、東南は山（半島を指す）で遮られ、西方に「木城」という要塞があって占城国の拠点とされていたという。「木城」は四方約20里の要塞で、この時占城軍は木柵を立てた上で「回回砲」を100余り備えてモンゴル軍を待ち構え、更にその西方にプリャン・シュリー・ユヴァラージャ（Pulyaṅ Çri Yuvarāja/孛由補剌者吾＝国主インドラヴァルマン5世を指す）が軍を率いて駐屯していた。ソゲドゥは都鎮撫の李天祐・総把の賈甫らを派遣して改めてインドラヴァルマン5世の投降を促し、七たびに渡って使者のやり取りが行われたが、結局交渉は決裂した。
12月に入ると、モンゴル軍のもとに滞在していた真臘（現カンボジア）国使のスレイマン（速魯蛮）が自ら使者となることを申し出、李天祐らとともに木城の西方の行宮にいたインドラヴァルマン5世の下を訪れた。しかしインドラヴァルマン5世は「（我が国は）すでに木城は修復し、甲兵を備えている。期日をあわせて戦おうではないか」と強気の返答を返したという。
年が明けて至元20年（1283年）に入ると、ソゲドゥはこれ以上の交渉は無駄と見て正月15日夜半より木城への総攻撃を開始した。モンゴル軍は全軍を3部隊に分け、瓊州安撫使の陳仲達・総管の劉金・総把の栗全らは兵1,600を率いて水路を経て北面から、総把の張斌・百戸の趙達らは300名を率いて東面の沙嘴から、ソゲドゥ率いる3,000の本隊は南面からそれぞれ迫り、夜が明けた16日早朝に接岸したが、風濤のため17-18人がこの時亡くなったという。モンゴル軍の接近を知った木城側は南門から戦象部隊数十を含む1万人あまりが出陣し、モンゴル軍にあわせて3部隊に分かれて迎え撃った。激戦が早朝から正午にわたって繰り広げられたが、遂に占城軍が敗走してモンゴル軍が木城を占領するに至った。敗走した占城軍を追撃して城の東北方面でも再度戦闘が行われ、ここでも大敗した占城軍は数千二人が殺されるか溺死したという。敗戦を知った国主は撤退を決めたが、同時に倉廩などを焼いた上で臣下とともに山中に入り、モンゴル軍に対して焦土戦術をしかけた。また、先にチャンパ王国に拘留されてモンゴル軍の出兵理由にも挙げられた尤永賢・亜闌らはこの時処刑されたと伝えられている。
なお、『元史』ソゲドゥ伝に「ソゲドゥは戦船1,000艘を率いて広州を出て海路より占城を伐たんとし、占城もこれを迎え撃った。占城の兵は20万と号していたが、ソゲドゥは死士を率いてこれを撃ち、占城側の戦死者・溺死者は5万人あまりを数えた｣ とあるのは、やや誇張されているがこの占城港の戦いを指すとみられる。